# Giorgi Ivanishvili
Giorgi Ivanishvili (in georgiano გიორგი ივანიშვილი?; Tbilisi, 18 ottobre 1989) è un ex calciatore georgiano, di ruolo centrocampista.

## Carriera

### Club
Ha giocato nella prima divisione georgiana ed in quella polacca. Inoltre, ha giocato 7 partite di qualificazione per l'Europa League, realizzandovi anche una rete.

### Nazionale
Ha giocato nelle nazionali giovanili georgiane Under-19 ed Under-21.